# Was bin ich wert?
Was bin ich wert? ist ein deutscher Dokumentarfilm von Peter Scharf aus dem Jahr 2014.
Filmemacher Peter Scharf geht der Frage nach, ob sich der Wert menschlichen Lebens berechnen und in Geld aufwiegen lässt. Im Film versucht er sein Blut, seinen Samen und seine Haare zu verkaufen, spricht mit Tim Steiner, der seine Rückenhaut für 150.000 Euro an einen deutschen Kunstsammler verkauft hat und interviewt Moldawier, die als Gastarbeiter in die Türkei gelockt und dort um eine ihrer Nieren erpresst wurden. Scharf diskutiert mit Dr. Kalipso Chalkidou vom National Institute for Health and Care Excellence über das sogenannte qualitätskorrigierte Lebensjahr und mit einem Anwalt am Oberlandesgericht in Köln über die Kriterien zur Festlegung der Höhe von Schmerzensgeldern. Weiterhin unterhält sich Peter Scharf mit einem amerikanischen Anwalt, der die Opfer und Hinterbliebenen der Costa Concordia Katastrophe vertritt und mit Kenneth Feinberg, der allein für die Verteilung der Entschädigungsummen für die Hinterbliebenen der Terroranschläge vom 11. September verantwortlich war. Das Konzept des value of statistical life erörtert er mit dessen Co-Entwickler Kip Viscusi. Während der Dreharbeiten erlebt Peter Scharf den Hurrikan Sandy in New York. 

## Kritiken
„Auch wenn sich der Wert eines Menschen nicht in Geld ausdrücken lässt, wird es doch getan. Jeden Tag. Anschaulich gemacht hat dies nun der Filmemacher Peter Scharf, der sich auf die Suche nach seinem Selbstwert gemacht hat. Sein Ergebnis: irgendetwas zwischen ein bis zwei Millionen Euro. Sein purer Materialwert: 1600 Euro.“

„[Der Film hat] eine offene Struktur, in der unzählige Aspekte Platz finden, mal mehr, mal weniger interessante. Etwas unfertig wirken Dokumentationen dieser Art, durch ihre betont subjektive Form auch sehr persönlich, oft aber auch wie eine abgefilmte journalistische Reportage, die weniger auf filmische Originalität setzt, als auf inhaltliche Skurillität. Aber auch das kann durchaus unterhaltsam sein.“

„Was bin ich wert? deckt unter der offensichtlich unernsten Frage eine bedeutende Geschichte auf und ist dabei erschreckend politisch, sozioökonomisch brisant und immer wieder ungeheuer komisch.“